# Robert Eads
Robert Eads (1945–1999) va ser un home trans estatunidenc, la vida i la mort del qual van ser el tema del guardonat documental Southern Comfort (2001).
Eads es va fer la transició de gènere en una edat avançada, i per això no se li va recomanar assignació de sexe quirúrgic a genitals masculins. Eads va ser diagnosticat amb càncer d'ovari l'any 1996, però a causa de l'estigma social afrontat per les persones transgènere, més d'una dotzena de doctors van rebutjar tractar-lo mèdicament en afirmar que tenir-lo com a pacient podria malmetre la seva pràctica professional. Quan finalment se li va acceptar un tractament l'any 1997, el càncer ja havia "metastasiat a altres parts del cos, fent que qualsevol possible tractament fos fútil."

## Vida familiar
Eads va començar la seva transició quan tenia uns quaranta anys, després d'un matrimoni amb un home i d'haver tingut dos fills. Eads més tard va descriure el seu embaràs com "el millor i el pitjor (temps) de la meva vida," ja que es va emocionar per la sensació de tenir una altra vida creixent dins seu, però també li va repugnar pel fet que, com a home trans, el seu embaràs el va fer sentir encara més "atrapat" dins el seu cos de dona. Es va divorciar del seu marit després que nasqués el seu segon fill, i es va considerar lesbiana durant un temps, tot i que més tard afirmaria que sempre va veure la seva atracció cap a les dones com el producte de ser un home heterosexual més que no el de ser una dona homosexual. 

## Transició
Eads va començar la transició a finals de la dècada de 1980 després de traslladar-se a Florida. Va començar la teràpia de testosterona i va experimentar cirurgia superior, en què s'extreu teixit dels pits, per crear una aparença masculina. Tanmateix, atesa la seva edat (estava en la quarantena) i el fet que ja havia començat a mostrar símptomes de la menopausa, se li va recomanar a Eads que no es fes l'histerectomia ni l'ooforectomia com a part de la seva assignació sexual. Així mateix, Eads mai no va experimentar faloplàstia. Després de viure a Florida durant un cert temps, i després del fracàs del seu segon matrimoni (amb una psicòloga), Eads va tornar a Geòrgia l'any 1996.
Al 1996, després d'un atac sever de dolor abdominal i d'una hemorràgia vaginal, Eads va buscar tractament mèdic urgent i va rebre una diagnosi de càncer d'ovari. Tanmateix, més d'una dotzena de doctors van rebutjar tractar Eads adduint que tenir-lo com a pacient podria afectar negativament la seva pràctica.
No va ser fins al 1997 que Eads va ser finalment acceptat per a un tractament a l'hospital Universitat Mèdica de Geòrgia, on va experimentar teràpia quirúrgica, mèdica i de radiació durant el següent any. Quan es va gravar el documental Souther Comfort, l'any 1998, el càncer ja havia metastasiat a l'úter, al coll uterí, i a altres òrgans abdominals, i el seu pronòstic era dolent. Malgrat un tractament agressiu, Eads va morir dins en una residència geriàtrica a Toccoa, Geòrgia, l'any 1999 a l'edat de 53 anys.